# Beautiful Thing
Beautiful Thing (Uma Bela Atracção (título em Portugal) ou Delicada Atração (título no Brasil)) é um filme de comédia romântica britânico realizado por Hettie MacDonald e produzido pelo estúdio cinematográfico Film4 Productions. O argumento foi escrito por Jonathan Harvey, baseado em sua peça teatral homónima de 1993.
O filme foi lançado nos cinemas britânicos em 21 de junho de 1996 e nos cinemas brasileiros em 18 de abril de 1997.

## Sinopse
A história se passa e é filmada em Thamesmead , uma área de classe trabalhadora do sudeste de Londres dominada por conjuntos habitacionais do pós-guerra ,  com uma cena-chave em um pub gay filmada no Greenwich Tavern , nas proximidades de Greenwich . 
Jamie ( Glen Berry ) é um adolescente apaixonado por seu colega de classe, Ste ( Scott Neal ). A mãe solteira de Jamie, Sandra ( Linda Henry ), está preocupada com planos ambiciosos de administrar seu próprio pub e tem uma série de amantes em constante mudança; o último deles é Tony ( Ben Daniels ), um neo- hippie . 
Sandra se vê em desacordo com Leah ( Tameka Empson ), uma vizinha atrevida e rude que foi expulsa da escola, usa uma variedade de drogas e constantemente ouve e canta junto com os discos de Cass Elliot de sua mãe. Enquanto a homossexualidade de Jamie permanece escondida, sua natureza introvertida e antipatia por futebol são razão suficiente para seus colegas de classe intimidá-lo. 
Ste, que está morando com seu irmão traficante e pai abusivo e alcoólatra no apartamento ao lado do de Sandra e Jamie, é espancado pelo irmão tão violentamente que Sandra fica com pena e o deixa dormir lá uma noite. Na ausência de uma terceira cama, Ste tem que se contentar em dormir 'da cabeça aos pés' com Jamie. Na segunda noite em que eles dividem a cama, os meninos trocam os arranjos de dormir e Jamie beija Ste pela primeira vez. 
Na manhã seguinte, Ste sai do apartamento antes de Jamie acordar e o evita por dias. Jamie cria coragem para roubar um Gay Times de um jornaleiro, aparentemente começando a aceitar sua sexualidade e afeição por Ste. Jamie finalmente vê Ste em uma festa próxima e o confronta sobre seus sentimentos; eles se preparam para sair juntos. A festa termina mal, com Sandra se vingando de Leah por fofocar. Leah então ameaça "despejar o feijão" sobre Ste e Jamie e confessa ter acobertado Ste na frente de seu pai e irmão. Ste reage rejeitando Jamie com raiva e fugindo. 
Lentamente, Ste aceita o amor de Jamie. O relacionamento deles se desenvolve quando eles visitam um pub gay juntos, mas Sandra os segue e descobre o segredo deles. O filme atinge seu clímax quando uma viagem ruim de Leah (em uma droga sem nome) precipita o rompimento de Sandra com Tony, as notícias do novo emprego de Sandra são divulgadas, e Sandra confronta Ste e Jamie sobre o relacionamento deles. Sandra passa a aceitar a sexualidade do filho. 
O filme termina com os dois garotos dançando lentamente no pátio de seus apartamentos do conselho ao som da música " Dream a Little Dream of Me " de Cass Elliot enquanto uma protetora Sandra dança desafiadoramente ao lado deles com Leah enquanto os moradores locais assistem. Alguns espectadores ficam chocados, alguns desaprovam fortemente e alguns aproveitam o momento. 

## Elenco
| Actor / Actriz      | Papel                            |
| ------------------- | -------------------------------- |
| Glen Berry          | Jamie Gangel                     |
| Scott Neal          | Ste Pearce                       |
| Linda Henry         | Sandra Gangel                    |
| Ben Daniels         | Tony                             |
| Tameka Empson       | Leah Russell                     |
| Jeillo Edwards      | Rose Russell                     |
| Anna Karen          | Marlene                          |
| Sophie Stanton      | Louise                           |
| Julie Smith         | Gina                             |
| Terry Duggan        | Kevin                            |
| Garry Cooper        | Ronnie Pearce                    |
| Daniel Bowers       | Trevor Pearce                    |
| Meera Syal          | Senhorita Chauhan                |
| Martin Walsh        | Senhor Bennett                   |
| Steven Martin       | Ryan McBride                     |
| Andrew Fraser       | Jayson                           |
| John Savage         | Lenny                            |
| Ozdemir Mamodeally  | Talhador                         |
| John Benfield       | Rodney Barr                      |
| Davyd Harries       | Oficial da cervejaria            |
| Beth Goddard        | Oficial da cervejaria            |
| Marlene Sidaway     | Betty                            |
| Liane Ware          | Claire                           |
| Catherine Sanderson | Kelly                            |
| Dave Lynn           | Drag queen                       |
| Jonathan Harvey     | Queen cadeirante (não creditado) |

## Recepção Crítica
Beautiful Thing foi elogiado principalmente por críticos contemporâneos. O filme tem uma taxa de aprovação de 91% no site agregador de resenhas Rotten Tomatoes com base em 22 avaliações, com uma média ponderada de 6,67/10. O consenso do site diz: "Um drama envolvente de uma fatia da vida que acontece como uma história gay de amadurecimento, Beautiful Thing captura seu lugar e tempo com profundidade e habilidade enganosas".
Roger Ebert escreveu: "As cenas mais interessantes envolvem os personagens ao redor deles, que quase roubam o filme. A vida dos meninos contém poucas surpresas, mas dos outros personagens há um espanto após o outro." Stephen Holden do The New York Times comentou: "A Sra. Henry é maravilhosa como uma mulher cujo espírito de luta mascara uma veia de ternura dura."

## Banda sonora
A banda sonora do filme foi lançada pela editora MCA Records em 15 de outubro de 1996.

### Faixas
| Lista de faixas |                                |                                         |                       |         |  |
| N.º             | Título                         | Compositor(es)                          | Intérprete(s)         | Duração |  |
| 1.              | "It's Getting Better"          | Barry Mann, Cynthia Weil                | Mama Cass             | 2:59    |  |
| 2.              | "One Way Ticket"               | Bruce Hart, Stephen J. Lawrence         | Mama Cass             | 2:46    |  |
| 3.              | "California Earthquake"        | John Hartford                           | Mama Cass             | 3:22    |  |
| 4.              | "Welcome to The World"         | Martin Eagle Siegal, Scott English      | Mama Cass             | 2:19    |  |
| 5.              | "Make Your Own Kind of Music"  | Barry Mann, Cynthia Weil                | Mama Cass             | 2:19    |  |
| 6.              | "Creeque Alley"                | John Phillips, Michelle Phillips        | The Mamas & the Papas | 3:48    |  |
| 7.              | "Dream a Little Dream of Me"   | Fabian Andre, Wilbur Schwandt           | The Mamas & the Papas | 3:13    |  |
| 8.              | "Move in a Little Closer Baby" | Robert O'Connor, Arnold Jay Capitanelli | Mama Cass             | 2:37    |  |
| 9.              | "California Dreamin'"          | John Phillips, Michelle Phillips        | The Mamas & the Papas | 2:40    |  |
| 10.             | "Monday, Monday"               | John Phillips                           | The Mamas & the Papas | 3:27    |  |
| 11.             | "I Saw Her Again"              | John Phillips, Denny Doherty            | The Mamas & the Papas | 3:13    |  |
| 12.             | "Words of Love"                | John Phillips                           | The Mamas & the Papas | 2:11    |  |
| 13.             | "Dedicated to the One I Love"  | Lowman Pauling, Ralph Bass              | The Mamas & the Papas | 2:58    |  |
| 14.             | "Look Through My Window"       | John Phillips                           | The Mamas & the Papas | 3:05    |  |
| 15.             | "Go Where You Wanna Go"        | John Phillips                           | The Mamas & the Papas | 2:29    |  |
| 16.             | "Beautiful Thing Medley"       | John Altman                             | John Altman           | 7:59    |  |